# Олеум
Олеум (димяща сярна киселина) е концентрирана сярна киселина – k. H2SO4, с разтворен в нея серен триоксид-SO3 – xSO3·H2O или H2SO4·xSO3 или H2S2O7. Известна е още с името пиросярна киселина H2S2O7. В сравнение с концентрираната сярна киселина, олеумът има още по-силно дехидратиращо и окислително действие.

## Приложение
Олеумът се използва за производство на сярна киселина. В органичната химия се употребява за дехидратация или за окислител.

### Характеристика
Олеумът е изключително корозивен. Предизвиква силни изгаряния върху кожата. Бързо разрушава много материали, но поради ефекта пасивиране може да се съхранява в железни контейнери. Олеумът не се разрежда с вода, тъй като процесът е изключително екзотермичен (съпроводен с отделянето на топлина). Разреждането се осъществява чрез добавяне на сярна киселина, в противен случай образувалата се сярна киселина при разреждането с вода е във вид на мъгла във въздуха, а не течност.
Олеумът е по-малко корозивен към металите от сярната киселина.